# Serra de Rubió
La serra de Rubió és una serralada calcària situada als municipis de Rubió i d'Òdena, a la comarca de l'Anoia i al municipi de Castellfollit del Boix, a la comarca catalana del Bages, tots tres pertanyents a la comarca natural de l'Alta Segarra. Forma part de la unitat morfoestructural de la Depressió Central.
El punt més elevat de la serra es troba al cim de la Còpia de Palomes, de 835 metres. A la serra hi ha un refugi de mitja muntanya, el refugi Mas del Tronc.
El Parc Eòlic de Rubió està situat a la serra, a la zona nord-oest .

## Descripció geogràfica
La serra de Rubió forma, en direcció NE-SW, l'eix del territori i separava antigament les sotsvegueries d'Igualada i d'Els Prats de Rei; alhora és la divisòria d'aigües entre les que vessen a l'Anoia a través de la riera de Rubió i les que vessen al Cardener a través de la riera de Maçana (afluent a la de Rajadell).
Aquesta serra, d'emboscats vessants, culmina a 837 metres d'altitud (el límit amb el terme d'Òdena) i ressegueix la seva carena la carretera d'Igualada als Prats de Rei anomenada de les Maioles. Els vessants meridionals de la serra alimenten l'esmentada riera de Rubió que aflueix a l'Anoia dins el terme de Jorba; en aquest sector hi ha el petit nucli de Rubió.
Al nord de la serra hi un pla, el pla de Pedrafita, amb un antic hostal vora la carretera i l'església de Santa Anna. En un apèndix al NE, als vessants emboscats septentrionals de la serra, hi ha el Turó de Maçana (703m), que, al cim, hi ha l'antiga parròquia rural de Sant Martí de Maçana. L'església conserva elements romànics, però fou refeta el segle xviii.
La muntanya més destacada i fàcilment accessible és la Còpia de Palomes, de 837 metres. Des de la Còpia de Palomes hi ha unes vistes excepcionals de la Serralada Prelitoral i de la Muntanya de Montserrat. També, des de l'altre cantó, es veu la Serra de Castelltallat i al fons, els cims dels Pirineus. Al cim també hi ha un vèrtex geodèsic. La segona muntanya més destacada és Les Tres Alzines, de 831 metres, situada al nord-est de la serra.

### Esglésies i patrimoni cultural
A la serra de Rubió hi ha les esglésies de Santa Maria de Rubió, Sant Martí de Maçana i Santa Anna de Pedrafita (situades al municipi de Rubió) i Santa Maria del Greuet i Santa Cecília de Grevalosa (situades al municipi de Castellfollit del Boix). També hi ha dos sepulcres megalítics; el Dolmen dels Tres Reis i el Sepulcre Megalític de les Maioles, tots dos situats dins el municipi de Rubió. De les masies destaca Cal Palomes.

### Límits
Administrativament limita amb els terme bagenc de Castellfollit del Boix (E), i amb els termes anoiencs de Rubió (SE) i Òdena (SO). Geogràficament limita al nord amb la serra de Castelltallat, al sud amb la Conca d'Òdena, a l'est amb la plana del Bages i a l'oest amb l'altiplà de la Segarra.

### Refugis i albergs
Al vessat nord de la serra, hi ha el refugi del Mas del Tronc, un mas de dues plantes que fou reconstruït el setze de març de 1969, a càrrec de la Unió Excursionista d'Igualada, amb la intenció de convertir-lo en un refugi de mitja muntanya. El refugi està guardat i el sender de llarg recorregut GR-7 passa pel darrere del refugi. Tret d'aquest no hi ha cap altre refugi a la serra.

### Economia
L'economia més important que en l'última dècada ha portat beneficis en aquestes terres ha estat el parc eòlic de Rubió, amb més de 40 aerogeneradors, propietat de l'empresa Acciona.
L'economia tradicional de la serra i que encara avui és important són els camps de secà. Els conreus principals a la serra són l'ordi, el blat i el farratge. Hi ha més de 50 camps d'aquests, una part fets fa poc més de 20 anys després de l'incendi del 1986. Aïlladament hi ha alguna vinya, però la majoria van quedar abandonades al principi del segle passat. En quant la ramaderia hi ha ramats d'ovelles i vaques, granges de porcs i conills, encara que en les últimes dècades han anat disminuint.

## Senders i rutes
En territori català el GR-7, connectat amb un gran eix europeu que travessa Andorra, neix a La Farga de Moles, sobre La Seu d'Urgell. Descendeix el vessant sud del Pirineu baixant fins a Sant Llorenç de Morunys, des d'on s'endinsa al Solsonès arribant a Pinós i penetrant a l'Alta Segarra per Sant Pere Sallavinera. Continua recorrent el terme d'Els Prats de Rei i segueix cap al sud travessant la Serra de Rubió, per paratges incomparables i d'allò més bonics.
En abandonar la serra continua endinsant-se cap a les comarques tarragonines per Bellprat, pujant a la Serra de Miramar, baixa seguint l'Ebre i arriba als Ports de Beseit des d'on penetra al País Valencià i continua fins a Tarifa, a l'extrem sud de la península Ibèrica.

### La serra en BTT
El Consell Comarcal de l'Anoia ha dissenyat i senyalitzat diverses rutes en BTT per tota la comarca. La ruta denominada ''Serra de Rubió'', de dificultat mitjana, s'inicia als plans d'Els Prats de Rei i descendeix pels espectaculars paisatges de la Serra, visitant Sant Martí de Maçana, passant pel costat dels espectaculars molins eòlics, vorejant Santa Maria de Rubió i les restes del castell i ascendint novament cap a Els Prats de Rei.

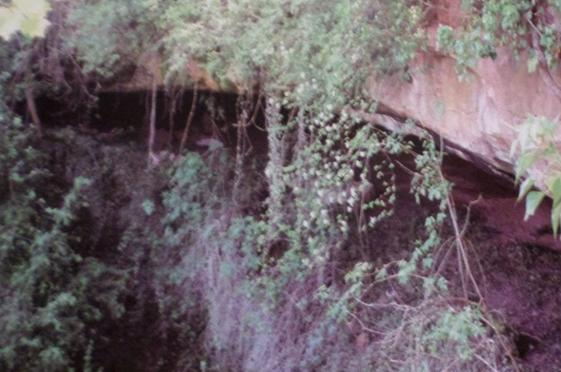
Balma dels bandits Marimon i Casulleres

## Història
La Serra de Rubió ha estat habitada des de temps prehistòrics, l'exemple n'és l'existència de dos sepulcres megalítics i una vil·la romana.
A l'edat mitjana la Serra de Rubió estava repartida entre tres castells termenats (el de Rubió, el d'Ardesa i el de Maçana).

### Marimon i Casulleres
A principi del segle xix, durant la Guerra del Francès, la serra de Rubió fou un punt estratègic per la resistència igualadina.
El 1841 els bandolers Marimon i Casulleres que capitanejaven una gran partida de lladres foren atrapats pels mossos d'esquadra i el sometent
de Rubió. Allí els donaren mort en l'anomenat "Pla de les Bruixes".
Després d'anys d'atemorir els pagesos de la rodalia i fins i tot viles
mitjanes com Jorba, Copons, Sant Martí de Tous, Santa Margarida de Montbui i Santa Maria de Miralles.
Els dos bandits s'amagaven algunes temporades a una gran balma, la balma d'en Marimon i Casulleres, ubicada prop de Cal Perdiu, a Maçana.

## Parc eòlic de la Serra de Rubió

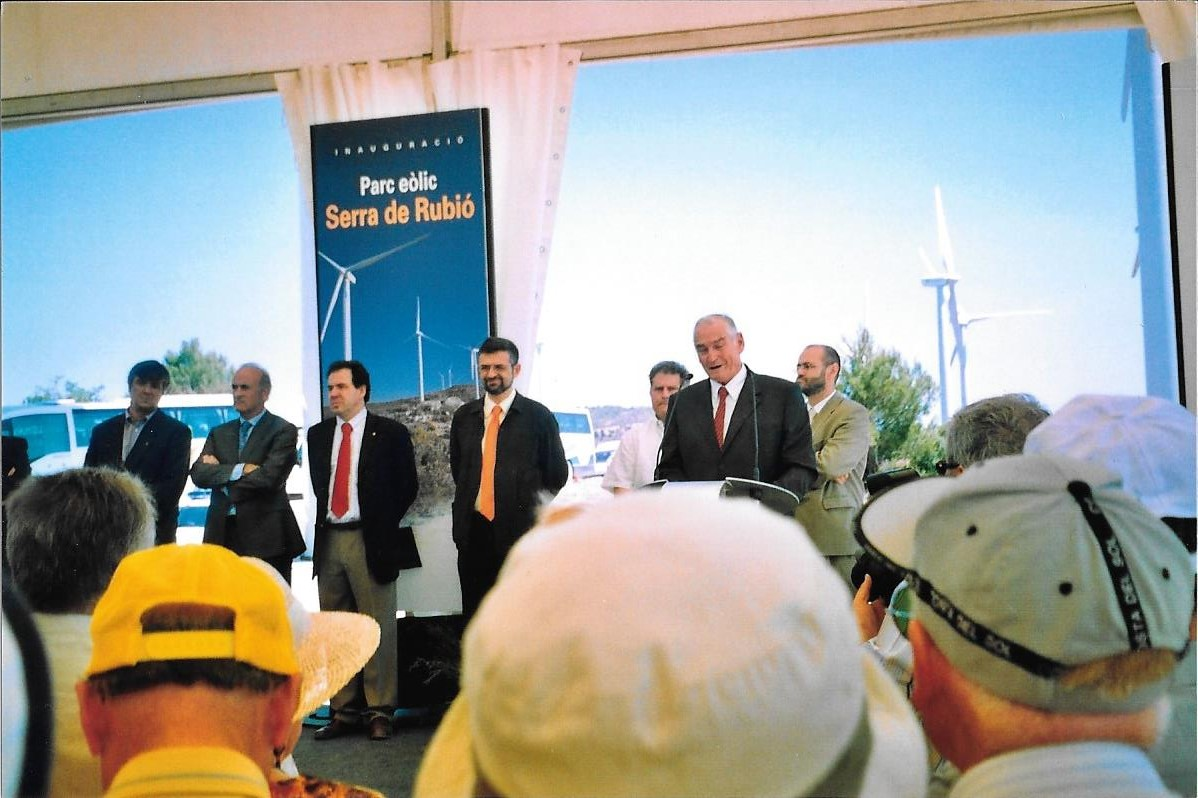
Presentació del Parc eòlic de la Serra de Rubió, la primavera del 2007.

El Parc Eòlic de Rubió és un parc eòlic situat a les crestes més altes de la serra de Rubió. Està format per un total de 50 aerogeneradors. Inicialment, es van instal·lar un total de 33 aerogeneradors que el convertiren en el projecte eòlic més important de Catalunya. Aquests aerogeneradors eren capaços de produir energia per a 30.000 llars.

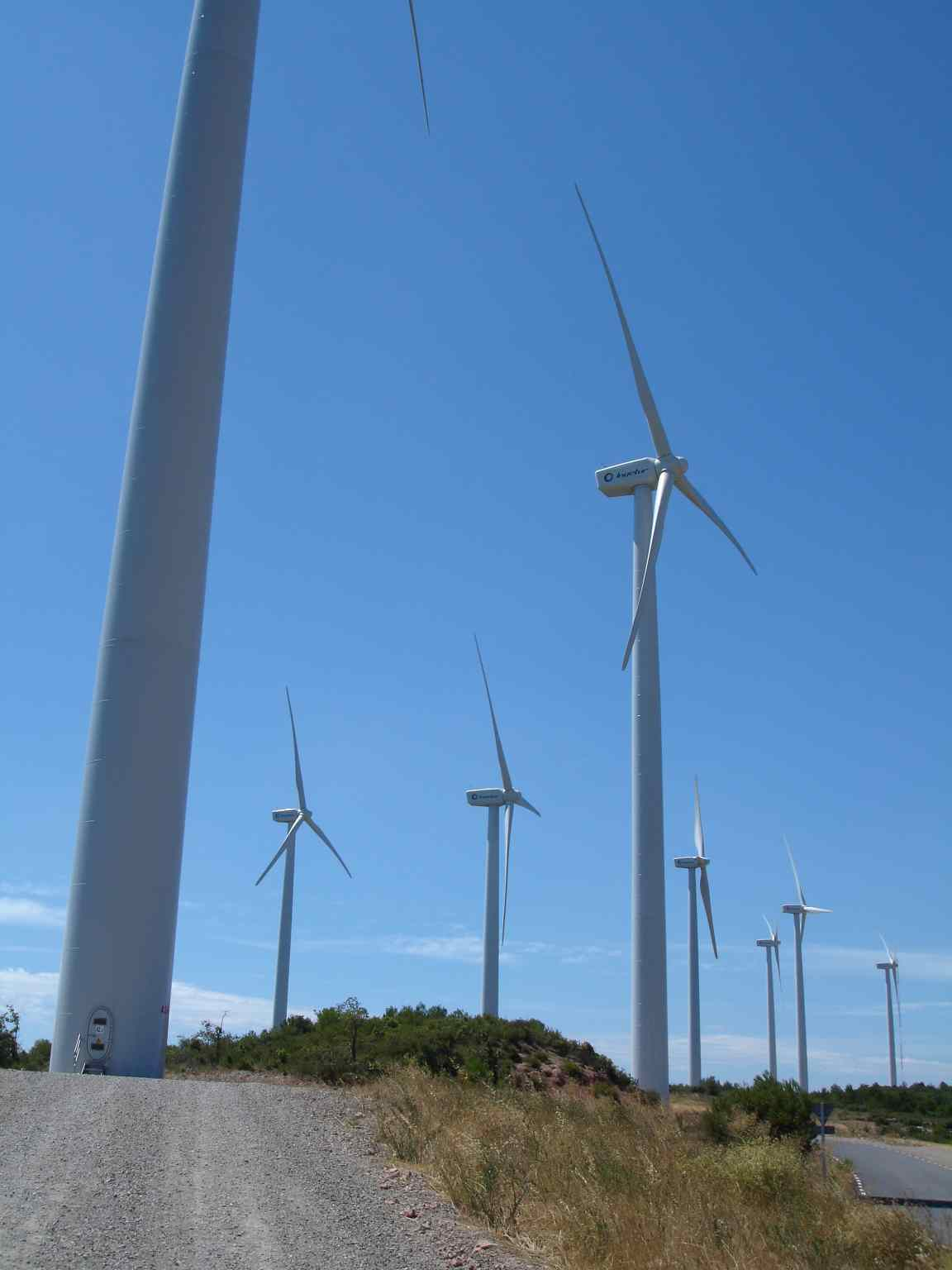
Parc Eòlic de la serra de Rubió

La instal·lació del parc eòlic fou a la tardor de 2004, encara que va entrar en funcionament durant la primavera de 2005. El parc eòlic està dins dels termes municipals de Rubió (Anoia) i part dels de Castellfollit del Boix (Bages) i Òdena (Anoia). Cap a final de l'any 2007 es va procedir a la instal·lació de disset aerogeneradors més, fins a arribar al nombre total de cinquanta que donen al parc una potència instal·lada de 75 MW. Això permet abastir d'electricitat a 50.000 famílies.
Cada aerogenerador fa 80 metres d'alçada, amb un pes de 195 tones i unes pales de fibra de vidre i polièster de 37 metres. Aquesta gran altura fa que es vegin a desenes quilòmetres de distància. A més dels 50 aerogeneradors s'instal·là una subestació transformadora des d'on s'evacua l'energia generada a la línia elèctrica de la Pobla de Segur-Pierola.
L'empresa promotora del parc és Energia Hidroelèctrica de Navarra (EHN) que va haver de fer una inversió aproximada d'uns 50 milions d'euros. Els aerogeneradors són del model IT 77/1500 de classe III.

## Orografia

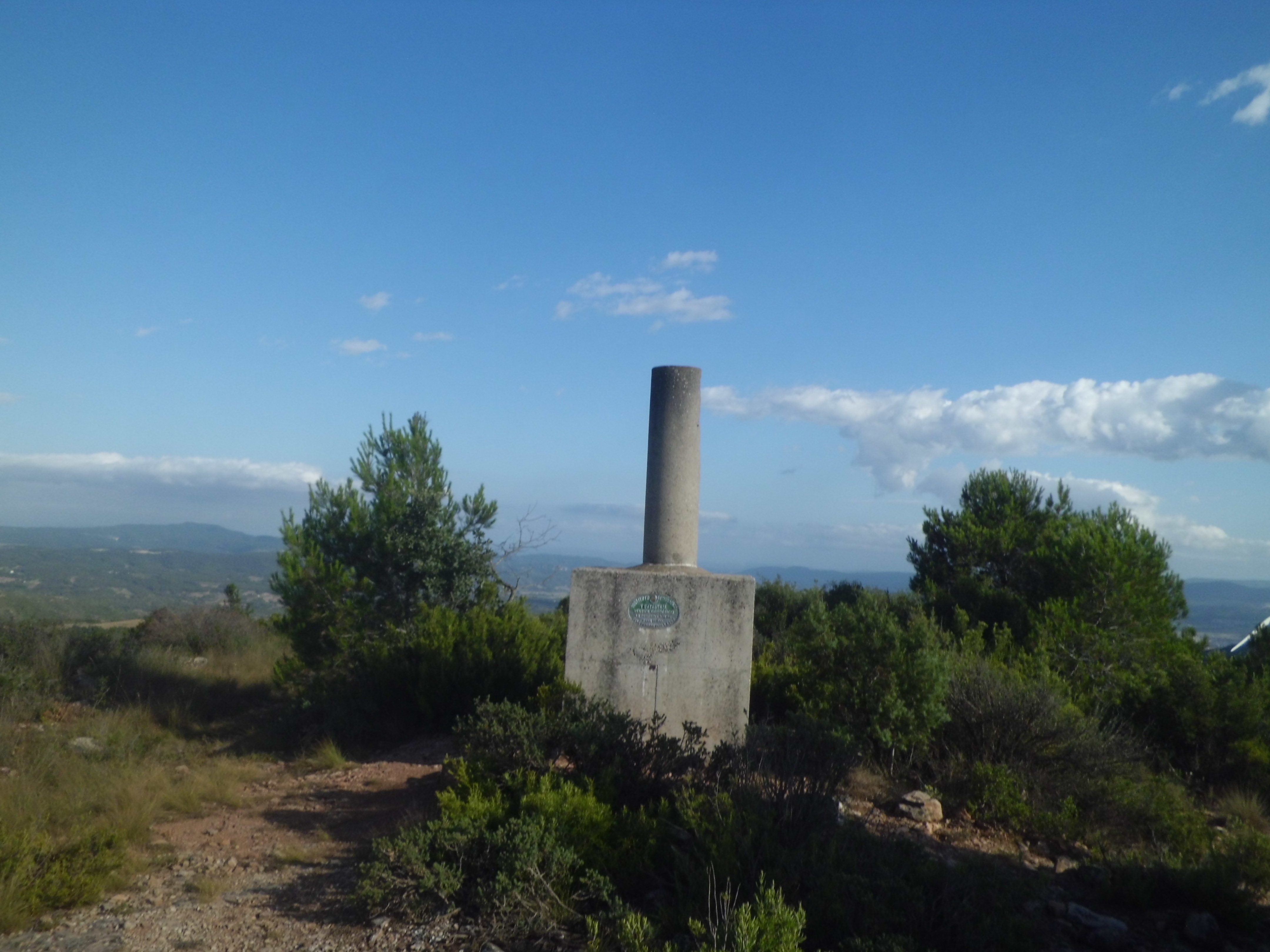
Cim de la Còpia de Palomes (837m), el cim més alt de la serra de Rubió.

El punt més elevat de la serra és de 846 metres d'altitud, però no és considerat una muntanya perquè està situat en un camí, als Plans de la Coma. Les muntanyes més altes de la serra de Rubió són les següents: 
| Cims de la serra    | Altitud (msnm) |
| ------------------- | -------------- |
| Còpia de Palomes    | 837,0          |
| Les Tres Alzines    | 831,0          |
| El Pujol            | 812,3          |
| l'Avellanet         | 782,0          |
| El Morrocurt        | 750,9          |
| Puig de Sant Miquel | 733,0          |
| Turó de Maçana      | 702,5          |

També cal destacar els punts més elevats sense nom de la serra del Grau, que en alguns casos superen els 840 metres.

## Flora i fauna
La serra de Rubió té una gran riquesa faunística d'herbívors, carnívors i aus. També té una gran riquesa d'arbres i de tota classe de matolls.

### Flora
La vegetació de la serra de Rubió és la pròpia de la Catalunya Central, gairebé del tot recuperada després de l'incendi del 1986.
Presenta una gran diversitat, tant en nombre d'espècies com en estructures. El paisatge dominant és d'interior continental, amb pinedes de pinassa (Pinus nigra), pi blanc (Pinus halepensis) i algunes pinedes anecdòtiques de pi roig (Pinus sylvestris). A les muntanyes també hi ha aïlladament roures i alzines. Actualment l'arbre dominant és el pi blanc. La vegetació al voltant de la riera canvia bastant amb la de la muntanya. Els roures i alzines dominen els voltants i tota classe d'arbres com el faig o lledoner.
A les puntes de les muntanyes hi sol haver arbustos i algun arbre, però petit i recargolat a causa dels forts vents i la terra argilosa. Pel sotabosc trobem tota classe de matolls, sobretot el romaní, que és el predominant a la zona. A la tardor, s'hi troben tota classe de bolets. El que destaca més és el pinetell, però també hi ha en abundància rovellons i llenegues.

### Fauna
A la serra de Rubió, per damunt de la resta d'espècies hi ha en abundància porcs senglars (com a tot Catalunya). La resta de mamífers existents a la serra són el conill de bosc, la llebre europea, la guineu, el teixó, l'esquirol, el cabirol, el visó americà, a més d'alguna cabra salvatge. Pel que fa a les aus, principalment s'hi troba el pardal, el rossinyol, la perdiu, el picot, etc. També hi ha rapinyaires, com ara el falcó pelegrí. A les riera de Maçana els peixos s'hi van extingir fa més de 50 anys.

## Clima

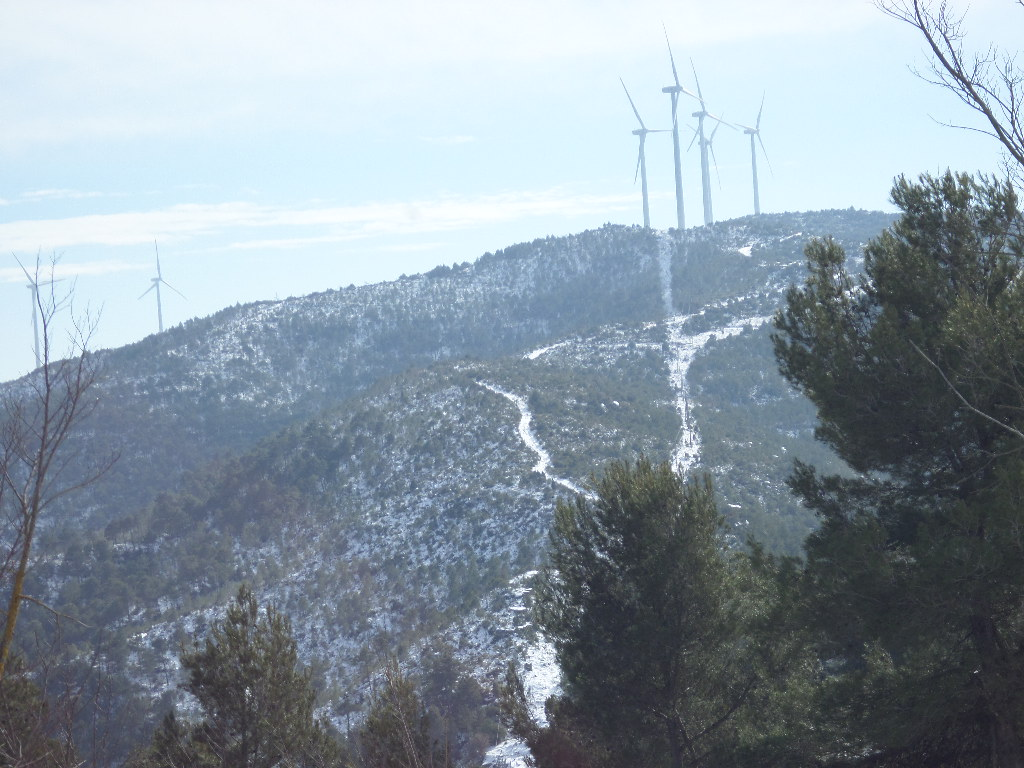
Vessant nord de la serra de Rubió nevat

El clima de la serra de Rubió és un clima mediterrani continentalitzat. Les mínimes i màximes absolutes oscil·len entre els -21,6 °C (hivern del 1985) i els 41,2 °C (estiu del 2015), per tant, es pot dir que a la serra hi ha una oscil·lació tèrmica elevada. Els hiverns són molt freds, cada any hi neva i hi glaça. La boira, provinent de l'altiplà Central, és present a la serra al principi de l'hivern. La primavera i la tardor són les estacions més plujoses, i sovint són força fresques. Els estius són força calorosos, tot i que a la nit la baixada de les temperatures també és força notable. Les temperatures van de 25 a 35 °C durant el dia i de 15 a 25 °C a la nit.
Les nevades més destacades i abundants a la serra d'aquest segle xxi han sigut els anys 2001, 2005, 2010 i 2015, aquesta última, en que a les valls (600-700m) s'hi van acumular 16 cm i a la Còpia de Palomes (837m), n'hi van caure 18.

## Sepulcres megalítics

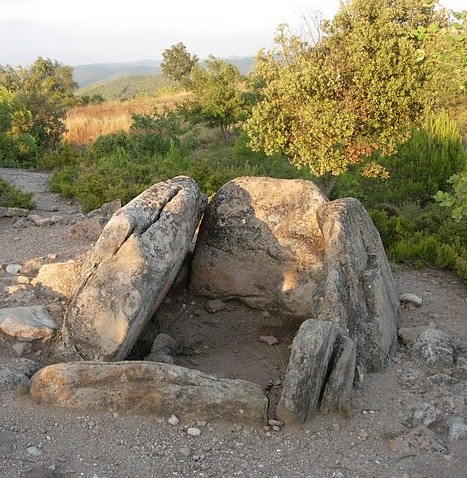
Dolmen dels Tres Reis

A la serra de Rubió podem trobar-hi dues restes arqueològiques molt importants: el dolmen dels Tres Reis i el sepulcre de les Maioles.

### Dolmen dels Tres Reis
Aquest megàlit, situat a dalt d'un turó, pertanyent al grup de les cistes, té una estructura senzilla formada per una cambra rectangular tancada formada per grans blocs de pedra, que ha perdut la llosa de coberta i conserva parcialment el túmul circular de terra i pedres de menors dimensions que l'envoltava i consolidava. És una construcció pròpia de les comunitats que poblaven aquest territori entre el V i III mil·lenni a.C. practicant la inhumació col·lectiva. Està situat en un cim molt prominent de la Serra de Rubió, amb control visual sobre un ampli entorn, que ha servit de referència geogràfica i divisòria de termes jurisdiccionals i de propietats fins a segles recents.

El topònim Tres Reis ens testimonia aquesta funció. Durant l'excavació, realitzada l'any 1964, es localitzaren nombrosos fragments d'ossos humans que havien estat dipositats a l'interior de la cambra acompanyats d'un aixovar funerari, del qual es recuperaren alguns fragments de recipients ceràmics. 

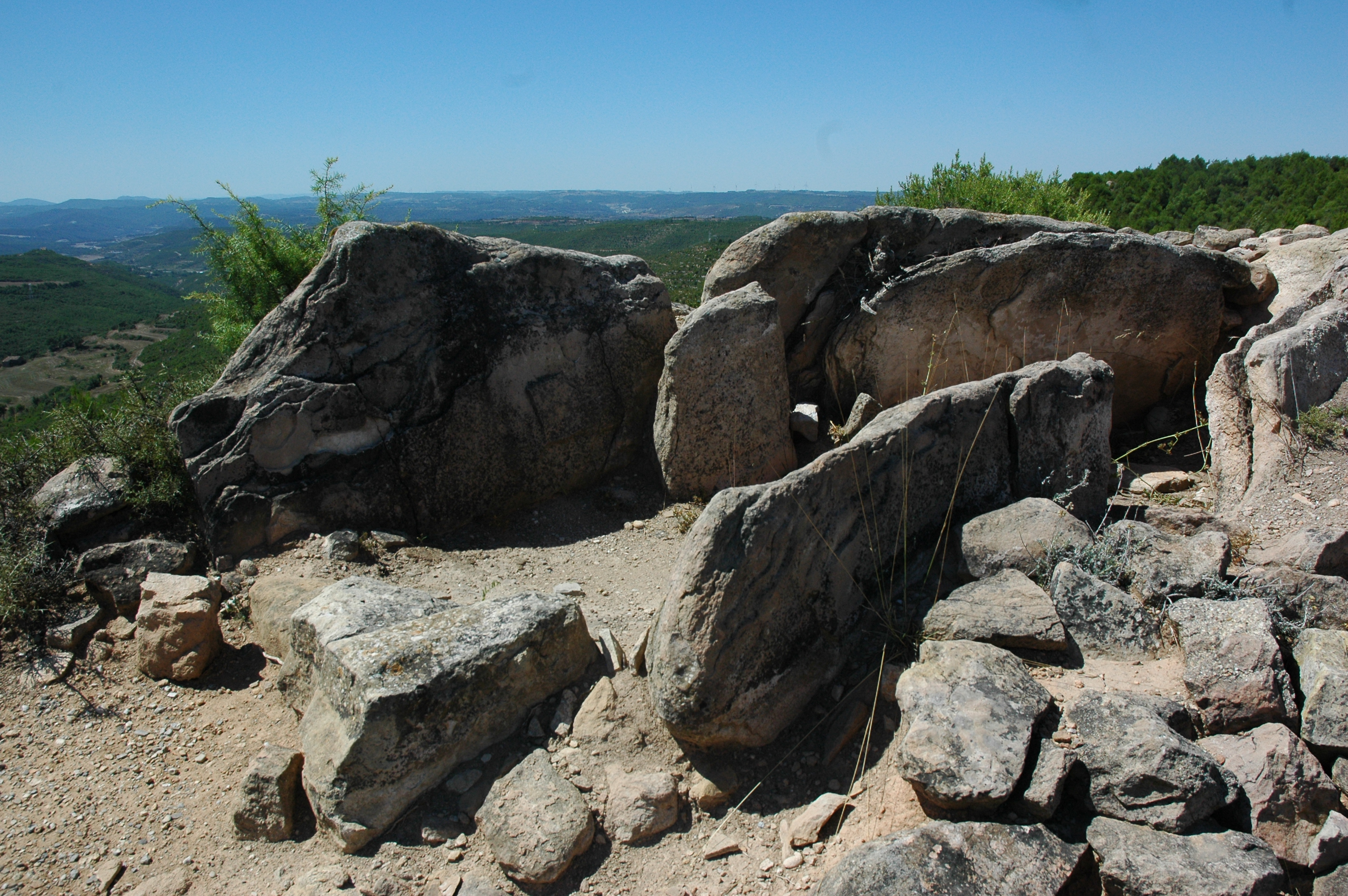
Sepulcre megalític de Les Maioles

### Sepulcre megalític de Les Maioles
Aquest megàlit està situat a poca distància del Dolmen dels Tres Reis, en una posició estratègica, damunt la mateixa carena i al costat d'una via de comunicació d'origen ancestral, utilitzada cam a ruta de transhumància per traslladar els ramats de les pastures d'hivern del litoral cap a les pastures estivals dels Pirineus. Pertanyent al tipus sepulcre de corredor ample fou construït i utilitzat durant els primers segles del segon mil·lenni a.C. Conserva tota l'estructura, excepte la llosa de coberta, amb la cambra funerària precedida per un corredor (a través del qual s'introduïen els enterraments), envoltada i protegida per un túmul de terra delimitat amb pedres, que li conferia monumentalitat.
Les excavacions posaren al descobert les restes humanes de vuit acompanyants d'alguns elements d'aixovar funerari on destaquen un punxó de coure, una punta de fletxa de sílex, denes de collaret i fragments de contenidors ceràmics.

## La Pujada de les Maioles

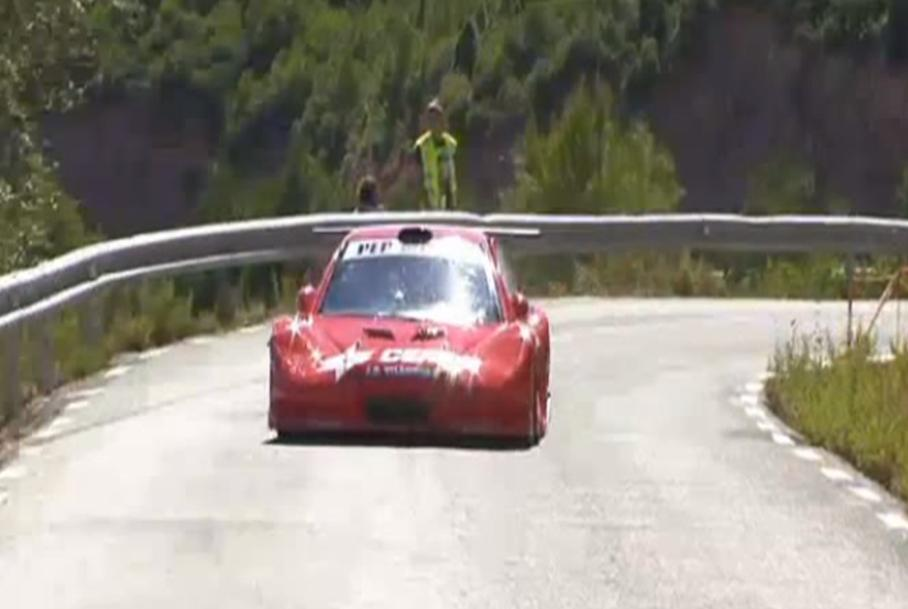
La Pujada de les Maioles, any 2010

Cada any, al mes de setembre, el Moto Club Igualada organitza una carrera de muntanya anomenada La Pujada a les Maioles, a la carretera de Les Maioles (BV-1031), que travessa la serra de Rubió de sud a nord.
Aquesta és una de les pujades de muntanya més carismàtiques que es disputen a Catalunya. Es tracta de cotxes amb el motor revolucionat que pugen la carretera des d'Igualada, tot enfilant-se per les crestes i muntanyes de la Serra de Rubió. La cursa acaba a dalt la serra, al parc eòlic.
La cursa està dividida en tres rondes d'un 20 cotxes aproximadament. No sempre es fa al mateix cap de setmana, i alguna vegada s'ha hagut de suspendre a causa de la pluja.
El guanyador de l'última competició és en Sergi Panyella, de Vilafranca del Penedès.

## Afectació per incendis

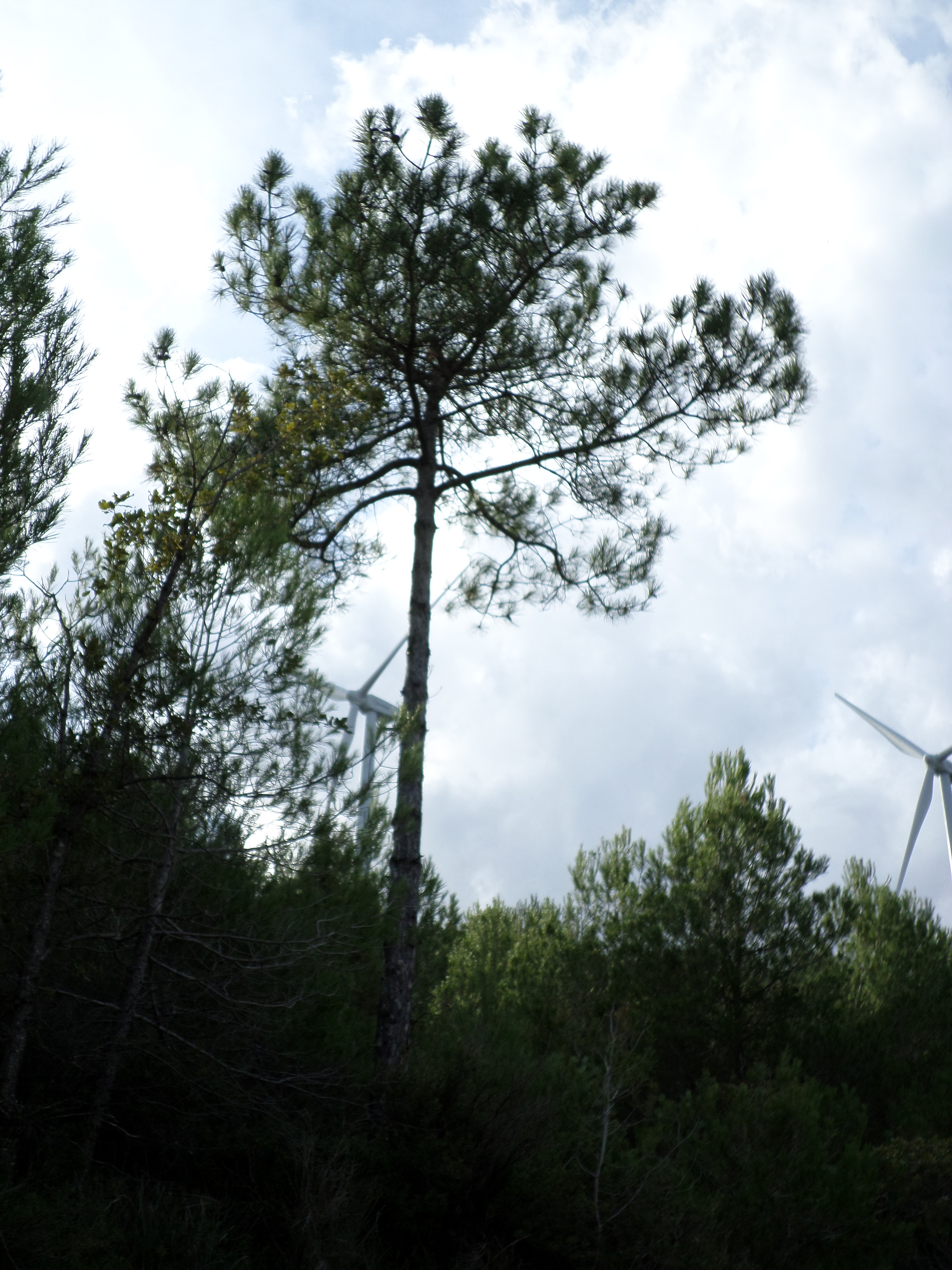
Pinassa marcada per l'incendi del 1986

El 5 de juliol de 1986 un gran incendi, sovint anomenat Incendi de les Maioles, va afectar el 85% dels boscos de la serra de Rubió. La recuperació natural dels boscos ha provocat alguns canvis. El pi blanc s'ha imposat totalment en la majoria d'àrees forestals i ha reduït les pinedes de pinassa, que abans d'aquest incendi era majoritària a les obagues i en indrets humits. No obstant, al fons de les valls la vegetació natural de roures, alzines, i altres arbres caducifolis s'ha recuperat molt bé. Arreu on no s'hi va tornar a instal·lar el bosc ara hi domina la brolla on hi destaca la botja, el romaní, el bruc, la farigola, etc.

## Galeria

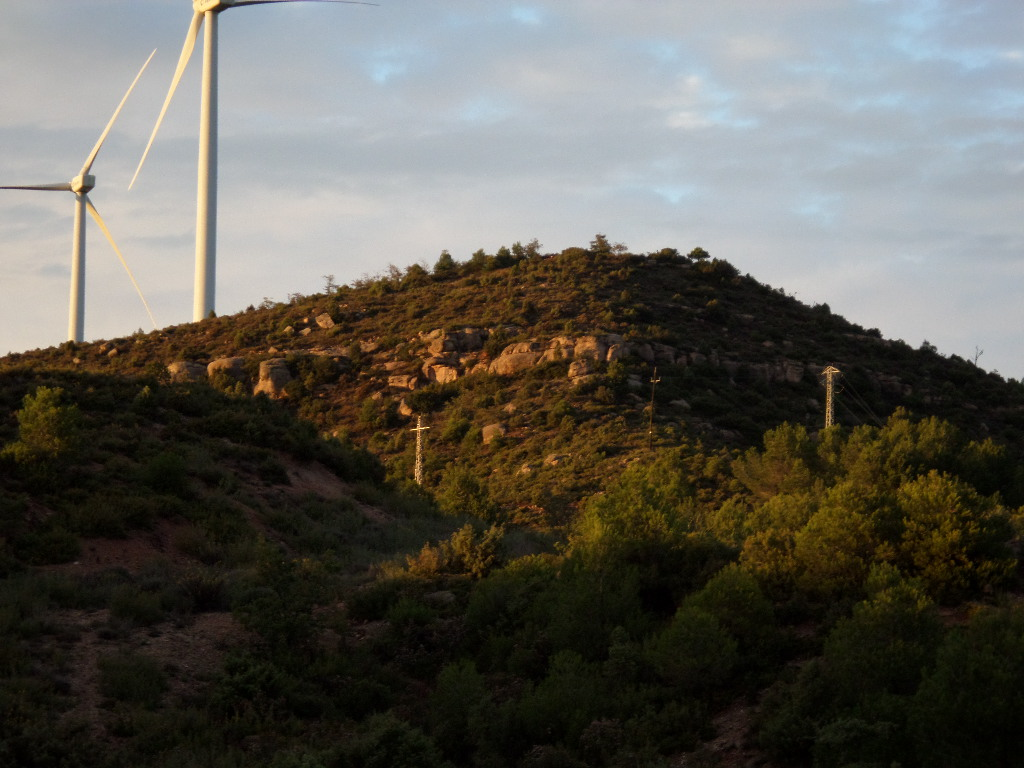
Còpia de Palomes (837m)
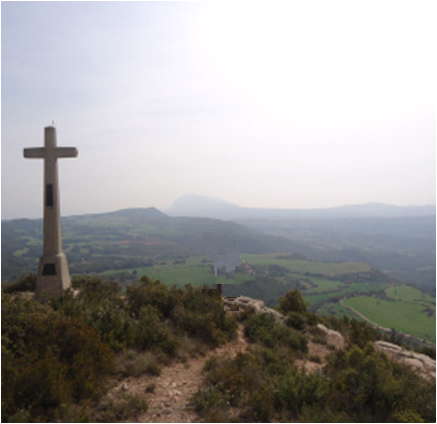
Les Tres Alzines (831m)
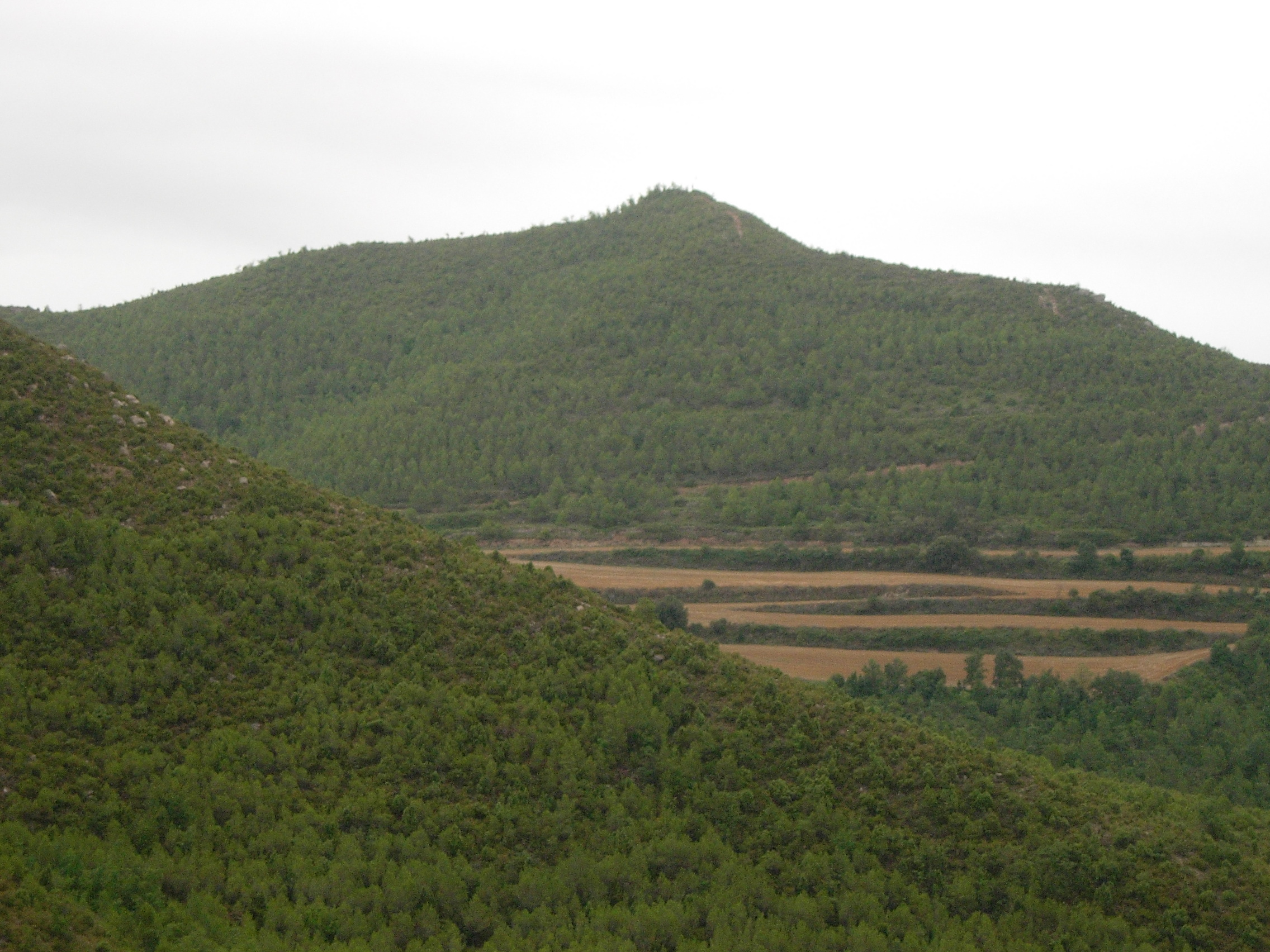
Puig de Sant Miquel (730m)
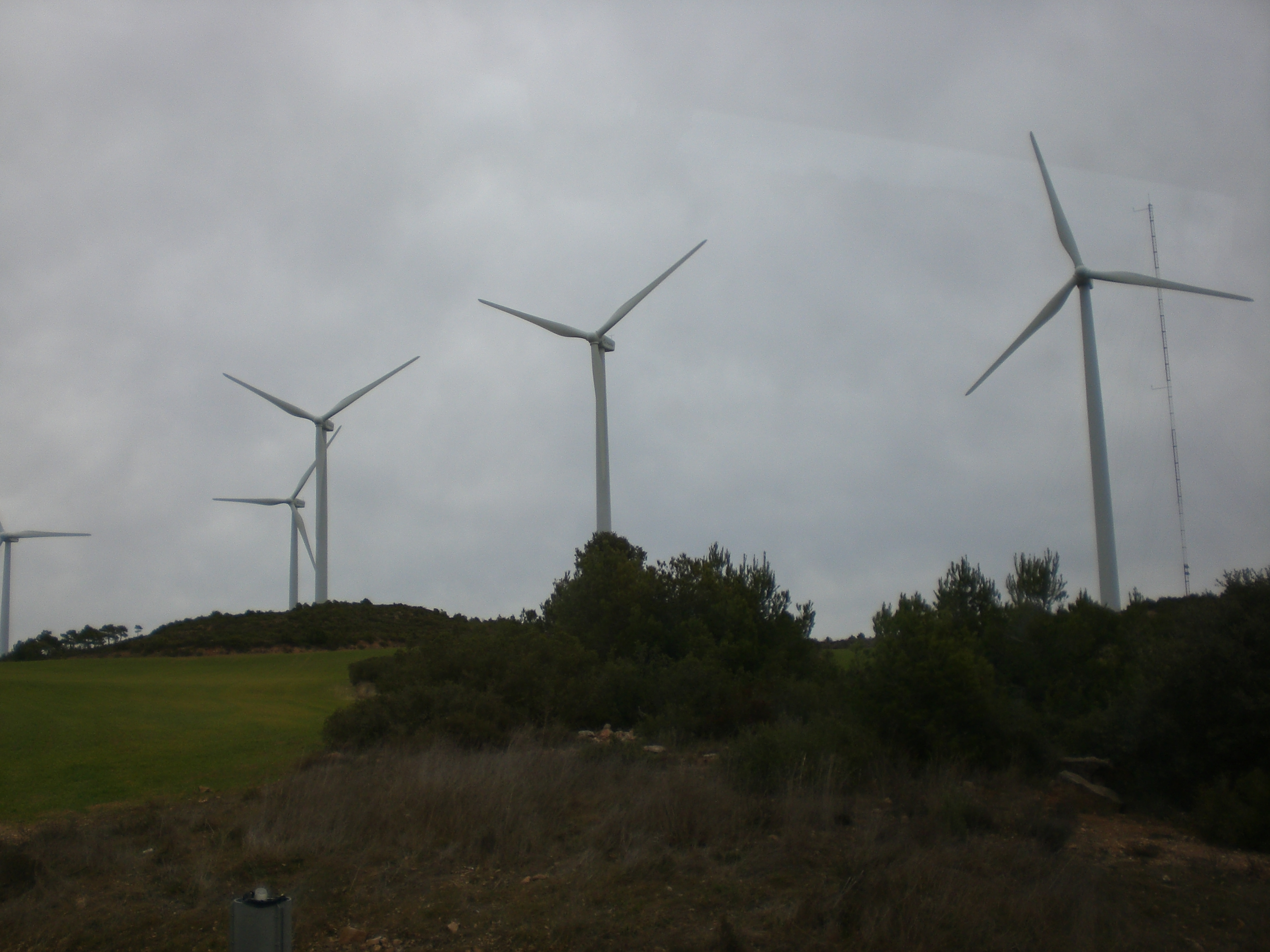
El Parc Eòlic un dia de tempesta
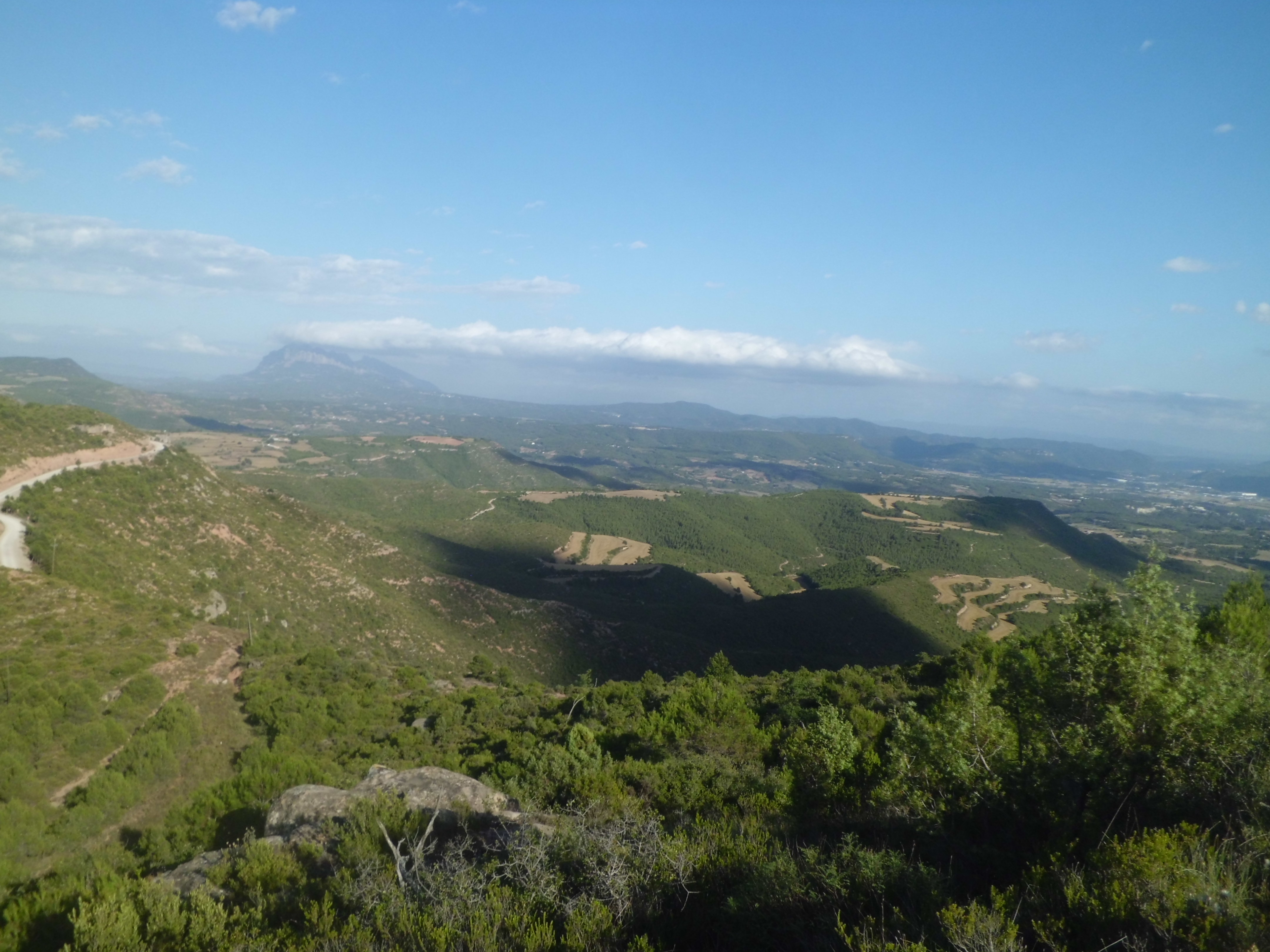
Vessant sud de la Serra de Rubió